# Carl Großmann
Carl Friedrich Wilhelm Großmann (ur. 13 grudnia 1863 w Neuruppin – zm. 5 lipca 1922 w Berlinie) – niemiecki seryjny morderca.

## Życiorys
O jego wczesnym życiu wiadomo tylko tyle, że był wielokrotnie podejrzany o molestowania seksualne dzieci. Nie został jednak za te czyny nigdy skazany.
W sierpniu 1921 roku Carl Großmann został aresztowany w swoim mieszkaniu w Berlinie, po tym jak sąsiedzi słyszeli kobiece krzyki w jego mieszkaniu. Gdy na miejsce przybyła policja, znalazła leżące na łóżku zwłoki młodej kobiety. Großmann został oskarżony o morderstwo. Według jego sąsiadów do feralnego mieszkania weszło wiele więcej kobiet, ale nie widzieli, żeby później którakolwiek z niego wychodziła. Podczas śledztwa wyszło na jaw, że Großmann w czasie I wojny światowej handlował mięsem niewiadomego pochodzenia. Podejrzewano, że mięsem były pozostałości jego ofiar, a ich kości zostały przez Großmanna wyrzucone do pobliskiej rzeki. W jego mieszkaniu znaleziono dowody świadczące, że zamordowano tam w przeciągu ostatnich tygodni jeszcze co najmniej trzy osoby. Śledczy podejrzewali, że Großmann zamordował naprawdę 26 kobiet, a ich ciała poćwiartował i sprzedał na targu w postaci mięsa.
Mimo podejrzeń policji, Großmann został uznany za winnego tylko ostatniego morderstwa i skazany na karę śmierci. W lipcu 1922 roku Großmann powiesił się w swojej celi, oczekując na wykonanie wyroku. Ile osób naprawdę zamordował, nie wiadomo do dziś.